# Анна Льовенщайн
Анна Льовенщайн (на английски: Anna Löwenstein) е известна британска есперантистка, журналистка, феминистка, преводачка и авторка на произведения в жанра исторически роман и документалистика. Като журналист и редактор пише под псевдонима Анна Бренан (Anna Brennan).

## Биография и творчество
Родена е в Англия, близо до Лондон на 8 март 1951 г. Научава есперанто на 13-годишна възраст.
В периода 1977 – 1981 г. работи за Световната асоциация на есперанто, където редактира годишника на асоциацията. През 1979 г. става член на женската комисия на организацията.
През 1981 г. се омъжва за Ренато Корсети, бивш президент на Световната асоциация на есперанто. Двойката живее заедно в Италия от 1981 г., но от 2015 г. живеят във Великобритания.
Под името Анна Бренан основава и е редактор на феминисткото списание „Sekso kaj Egaleco“ (Пол и равенство) в периода 1979 – 1988 г. до закриването му. В периода 1983 – 1986 г. е редактор на раздела „Лесен език“ на списание „Kontakto“. Пише статии и рецензии за списание „Есперанто“. Става известна като журналист, лектор и активист в движението „Есперанто“ и е член на Академията на есперанто от 2001 г.
Авторка е на документална литература и два романа. Първият ѝ исторически роман „The Stone City“ (Каменният град) е издаден на английски и есперанто през 1999 г. В него представя историята на келтски роб, отведен в древен Рим.
През 2006 г. превежда хумористичната книга „Ksenofobia gvidlibro al la italoj“ (Ксенофобски пътеводител за италианците) на есперанто.
Вторият ѝ роман „Morto de artisto“ (Смъртта на художника: Исторически роман за император Нерон) е публикуван на есперанто през 2008 г.
През 2006 г. е включена в книгата „Ordeno de verda plumo“ (Орденът на зеленото перо), представяща над 900 автори писали на есперанто.
В края на 2018 г. инициира и е главен редактоир на уебсайта uea.facila.org, който съдържа информация и новини за Световната асоциация на есперанто и движението на есперанто.
През 2019 г. Анна Льовенщайн е избрана за есперантистка на годината.
Анна Льовенщайн живее със семейството си в Англия.

## Произведения
- Sukcesa mamnutrado (1995)
- The Stone City: A Captive's Life in Rome / La Ŝtona Urbo (1999)
- Morto de artisto: Historia romano pri imperiestro Nerono (2008)

### Документалистика
- Konciza klarigo pri la landonomoj (2009)